# Аски, Ричард
Ричард Аллен Аски (англ. Richard Allen Askey, 4 июня 1933, Сент-Луис, Миссури, США — 9 октября 2019, Мадисон, Висконсин, США) — американский математик, специалист по теории специальных функций, профессор Висконсинского университета в Мадисоне, член Национальной академии наук США (1999).

## Биография
Ричард Аски родился 4 июня 1933 года в Сент-Луисе (штат Миссури, США), в семье Филипа Эдвина Аски (Philip Edwin Askey) и Бесси Мэй Аски, урождённой Йейтс (Bessie May Askey, née Yates). Ричард обучался в Университете Вашингтона в Сент-Луисе, который он окончил в 1955 году, получив степень бакалавра (B.A.). Затем, в 1956 году, он получил степень магистра (M.A.) в Гарвардском университете в Кембридже (штат Массачусетс). Докторскую степень (Ph.D.) Аски получил в 1961 году в Принстонском университете. Его научным руководителем был Саломон Бохнер, тема диссертации — «Средняя сходимость ортогональных и связанных с ними рядов» (англ. Mean convergence of orthogonal series and conjugate series). Параллельно с исследовательской деятельностью в Принстонском университете Аски также работал инструктором в Университете Вашингтона в Сент-Луисе, а затем, в 1961—1963 годах, — инструктором в Чикагском университете.
В 1963 году Ричард Аски получил должность ассистента-профессора математики в Висконсинском университете в Мадисоне. В 1965 году он стал ассоциированным профессором, а с 1968 года — полным профессором того же университета (в этой должности Аски работал до 2003 года, после чего стал эмерит-профессором). В 1969 году Аски получил стипендию Гуггенхайма, которая дала ему возможность работать в 1969—1970 годах в Математическом центре в Амстердаме.
С 1966 Аски был членом Американского математического общества, а в 1986—1987 годах — вице-президентом этого общества. В 1993 году Аски стал членом Американской академии искусств и наук, а в 1999 году — членом Национальной академии наук США. В 2009 году он стал действительным членом Общества промышленной и прикладной математики, а в 2013 году — действительным членом Американского математического общества.

## Научные результаты
Ричард Аски опубликовал более 180 научных работ. В частности, его публикации посвящены гармоническому анализу специальных функций, исследованию свойств ортогональных многочленов, а также специальных функций, связанных с теорией групп.
В 1976 году Ричард Аски и Джордж Гаспер доказали неравенство для многочленов Якоби, которое известно под именем неравенства Аски — Гаспера. Впоследствии это неравенство оказалось полезным для доказательства гипотезы Бибербаха.
В 1984 году Ричард Аски и Джеймс Уилсон предложили семейство ортогональных многочленов, получивших название многочленов Аски — Уилсона. Эти многочлены являются q-аналогом предложенных ранее многочленов Уилсона.

## Почётные звания
- Член Национальной академии наук США (1999)
- Член Американской академии искусств и наук (1993)
- Действительный член Американского математического общества (2013)[8]
- Действительный член Общества промышленной и прикладной математики[англ.] (2009)[7]
- Почётный член Индийской академии наук[англ.]
- Стипендиат Гуггенхайма (1969)[5]

### Монографии
- Richard Askey. Orthogonal polynomials and special functions. — SIAM, 1975, ISBN 978-0-89871-018-2
- George E. Andrews, Richard Askey, and Ranjan Roy. Special functions, Encyclopedia of Mathematics and Its Applications. — The University Press, Cambridge, 1999, 664 p., ISBN 978-1-107-32593-7
Русский перевод: Р. Аски, Р. Рой, Дж. Эндрюс. Специальные функции. — М., МЦНМО, 2013, 652 с., ISBN 978-5-443-90210-4

### Статьи
- Richard Askey and George Gasper, Positive Jacobi polynomial sums II, American Journal of Mathematics, 98, No. 3, 709—737 (1976)
- Richard Askey and James Wilson, Some basic hypergeometric orthogonal polynomials that generalize Jacobi polynomials, Memoirs of the American Mathematical Society, 54, No. 319 (1985), ISBN 978-0-8218-2321-7